# Ilaria Garzaro
Ilaria Garzaro (Noventa Vicentina, 29 settembre 1986) è una pallavolista italiana, centrale del Belluno.

## Carriera
La carriera di Ilaria Garzaro inizia nel 2000 partecipando al campionato di Serie B2 con il Riviera Volley Barbarano. Nel 2001 fa l'esperienza del Club Italia.
Nella stagione 2003-04 fa il suo esordio in serie A1 con il Forlì, dove resta per quattro annate. Nella stagione 2007-08 viene ingaggiata dal Robursport Pesaro, con la quale vince tre scudetti consecutivi, una Coppa Italia, due Supercoppe italiane e la Coppa CEV 2007-08.
Nella stagione 2010-11 passa alla Robur Tiboni Urbino, dove resta per due annate, vincendo la Coppa CEV. Nella stagione 2012-13 viene ingaggiata dal Villa Cortese, mentre in quella successiva vesta la maglia del Busto Arsizio.
Per il campionato 2014-15 gioca per la Savino Del Bene, mentre in quello successivo difende i colori della neopromossa Neruda di Bronzolo, per poi passare nella stagione 2016-17 al River di Piacenza, dove resta per due annate. Sempre in Serie A1, nella stagione 2018-19 si accasa al Filottrano.
Per l'annata 2019-20 si trasferisce alla VolAlto Caserta, neopromossa in massima serie, dove tuttavia rimane solamente fino alla fine di gennaio 2020, quando si separa dalla formazione campana per trasferirsi all'Academy Sassuolo, in Serie A2, per la seconda parte della stagione.
Per l'annata 2020-21 scende in Serie B2, ingaggiata dal Belluno.

### Nazionale
Dopo aver vinto il Campionato europeo di categoria 2004 con la nazionale under 19, ottiene le prime convocazioni in nazionale maggiore nel 2008, anche se è dal 2009 che partecipa a tornei di rilievo, vincendo l'oro alla XXV Universiade.

## Palmarès

### Club
- Campionato italiano: 3

2007-08, 2008-09, 2009-10
- Coppa Italia: 1

2008-09
- Supercoppa italiana: 2

2008, 2009
- Coppa CEV: 2

2007-08, 2010-2011

### Nazionale (competizioni minori)
- Campionato europeo under 19 2004
- Trofeo Valle d'Aosta 2008
- Montreux Volley Masters 2009
- Universiade 2009
- Piemonte Woman Cup 2010

### Premi individuali
- 2003 - Campionato europeo under 18 2003: Miglior muro